# Разделяемые сервисы
Под понятием Разделяемые сервисы (англ. Shared Services) понимают консолидацию и централизацию однородных функций бизнеса в пределах одного предприятия высоко-квалифицированному внутреннему отделу или группе. Отдел, предлагающий подобные услуги, называется Центром разделяемых сервисов (англ. Shared Service Center) — ЦРС. Отношения между ЦРС и отделениями предприятия, пользующихся его услугами, можно характеризовать как «клиент-провайдер».
В отличие от классического аутсорсинга, при котором функции бизнеса передаются внешнему провайдеру услуг, коллективное обслуживание является аутсорсингом внутри компании. Такой подход позволяет использовать преимущества внешнего провайдера без его некоторых недостатков — таких, как например текучесть персонала.
Важные принципы:
- Прозрачность цен
- Короткие сроки ожидания
- Ориентация на клиента (высокий уровень сервиса)
- Бенчмаркинг (постоянное усовершенствование)
- Стандартизация бизнес-процессов
- Мониторинг процессов

## Недостатки
- Более сложная координация процессов